# Tito Messio Estricato
Tito Messio Estricato (latino: Titus Messius Estricatus; ... – 222) è stato un senatore romano, poi nominato prefetto del pretorio dell'Impero romano.
Estricato è da identificare con il prefetto dell'annona dell'anno 210. Venne aggregato al Senato romano per volere dell'imperatore Caracalla con il rango di pretore, ma apparentemente non gli venne conferito il comando di una legione. Ricevette i titoli di comes e amicus dell'imperatore, prima di ricevere il consolato per l'anno 217; prima di quell'anno aveva ricevuto gli ornamenta consularia o l'adlectio.
Venne nominato prefetto del pretorio (218/222) dall'imperatore Eliogabalo assieme ad Antiochiano; vennero probabilmente uccisi assieme all'imperatore alla sua caduta.